# World Monuments Fund
La World Monuments Fund (WMF) es una organización privada, internacional, sin fines de lucro, dedicada a la preservación de sitios de arquitectura histórica y patrimonio cultural de todo el mundo a través de trabajo de campo, promoción, concesión de subvenciones, educación y formación.
Fundada en 1965, la WMF tiene su sede en Nueva York, y cuenta con oficinas y filiales en todo el mundo, entre ellos Camboya, Francia, Perú, Portugal, España y el Reino Unido. Además de la gestión práctica, los afiliados identifican, desarrollan y administran proyectos, negocian alianzas locales, y atraen apoyo local para complementar los fondos aportados por los donantes.

## Objetivo
La WMF define su objetivo como el de "preservar sitios y obras de arte de importancia histórica y arquitectónica, sin tener en cuenta las fronteras nacionales".

## Historia

### International Fund for Monuments (1965-1984)
La International Fund for Monuments (IFM) fue una organización creada por Colonel James A. Gray (1909-1994) tras retirarse del Ejército de los Estados Unidos en 1960. Gray había concebido un visionario proyecto para detener el asentamiento de la Torre de Pisa congelando el suelo debajo, y formó una organización en 1965 como vehículo para implementar esta idea. Pese a que este proyecto no se materializó, surgió una oportunidad para que la joven organización participara en la conservación de las iglesias de arquitectura rupestre en Lalibela, Etiopía. En 1966 Gray aseguró el apoyo del filántropo Lila Acheson Wallace (1889-1984), quien ofreció $ 150.000 al International Fund for Monuments y la UNESCO para este proyecto. El proyecto continuó hasta el derrocamiento comunista de Haile Selassie I y la posterior expulsión de los extranjeros, de Etiopía. Después de Etiopía, los intereses de Gray se desplazaron a la Isla de Pascua, en Chile. Gray formó el Comité de la Isla de Pascua junto al etnógrafo y aventurero noruego Thor Heyerdahl (1914-2002) como su presidente honorario. Gray planificó tener una de las figuras humanas monolíticas conocidas como moái exhibida en los Estados Unidos. Con la ayuda del antropólogo William Mulloy (1917-1978), Gray eligió una cabeza de 2,4 metros de altura y 5 toneladas de peso, la cual fue exhibida frente al Edificio Seagram en Nueva York y el edificio Pan American Union en Washington.
Un capítulo importante para la organización comenzó con su participación en el gran esfuerzo internacional liderado por la UNESCO para la protección de la ciudad de Venecia, Italia de catastróficas inundaciones. Luego de una marea extremadamente alta el 4 de noviembre de 1966, la ciudad, incluida la histórica Plaza de San Marcos, se inundó por más de veinticuatro horas. El International Fund for Monuments creó un Comité de Venecia, con el profesor John McAndrew (1904-1978) del Wellesley College como presidente, y Gray como secretario ejecutivo. Por parte del comité, se hicieron llamamientos para el público estadounidense, y concilios locales se instalaran en ciudades estadounidenses. (Esta primera iniciativa dio lugar a la formación de la organización independiente Salven Venecia en 1971). Estos esfuerzos ayudaron a establecer una reputación para el IFM. En España, la organización formó un Comité para España bajo el liderazgo del diplomático y embajador estadounidense en España, Angier Biddle Duke (1915-1995).
Luego de la invitación de la UNESCO en la década de 1970, la IFM se involucró en la conservación arquitectónica en Nepal, donde la organización adoptó el complejo de templo Mahadev en Gokarna, Nepal, en el Valle de Katmandú. El edificio del templo del siglo XIV fue examinado, se reemplazaron las maderas descompuestas, y los cimientos fueron fortalecidos. Se limpiaron cuidadosamente los elementos arquitectónicos de madera esculpida, que tenían capas de un revestimiento de aceite de motor que se aplicaba anualmente para su protección.
También a petición de la UNESCO, la IFM lanzó un proyecto para la preservación de la Ciudadela Laferrière, una gran fortificación sobre una montaña cerca de Milot, Haití. El sitio era la piedra angular de un sistema defensivo construido en los primeros tiempos de la independencia de Haití para proteger al joven Estado de los intentos franceses de reclamarlo como una colonia. Los artesanos locales reconstruyeron los techos de madera y teja a lo largo de la galería mayor y de las baterías utilizando métodos tradicionales de carpintería, y consolidando las galerías de piedra de la fortaleza. La IFM también patrocinó una exposición itinerante y una película sobre la historia de la Citadelle, la cual fue usada con propósitos educacionales en los Estados Unidos.

## Programas
A través de donaciones y fondos de contrapartida, la WMF trabajó con la comunidad y el gobierno local en todo el mundo para proteger y conservar lugares de valor histórico para las generaciones futuras. A la fecha, la WMF ha trabajado en más de 500 sitios en 91 países, incluyendo muchos Patrimonios de la Humanidad de la UNESCO. La WMF ha trabajado en lugares de interés turístico de fama internacional, así como en otros sitios menos conocidos. Algunos proyectos muy prominentes son muchos templos en Angkor, Camboya, comenzado en 1990, incluyendo Preah Khan y Phnom Bakheng; el Château de Chantilly en Chantilly, Francia; el pueblo fantasma de Craco, Italia; muchas estructuras en Roma, incluyendo el Templo de Hércules Víctor, la Iglesia de Santa María Antiqua, y la Casa de Augusto; varios sitios en la Isla de Pascua; varios lugares de la antigua Luxor en Egipto; Lalibela en Etiopía; San Ignacio Miní en Argentina; la antigua ciudad maya de El Naranjo, Guatemala; el Acueducto de Segovia en Segovia, España; así como 25 proyectos en Venecia, Italia, en 20 años. La WMF también ha participado en proyectos en los Estados Unidos, incluyendo la Isla Ellis, el Pueblo de Taos, el Parque nacional Mesa Verde, la Mount Lebanon Shaker Society y muchos otros sitios en Nueva Orleans y la costa del golfo.

## World Monuments Watch
Cada dos años, la WMF publica la World Monuments Watch (originalmente llamada World Monuments Watch List of 100 Most Endangered Sites). Desde la compilación de la primera lista en 1996, este programa atrajo la atención internacional a sitios de patrimonio cultural en todo el mundo que son amenazados por negligencia, vandalismo, conflictos armados, el desarrollo comercial, los desastres naturales y el cambio climático. A través de la World Monuments Watch, la WMF fomenta el apoyo de la comunidad para proteger estos sitios en peligro, y atrae apoyo financiero y técnico para los mismos.
Los sitios son nominados por grupos y profesionales de la conservación, locales e internacionales, incluyendo autoridades. Son elegibles sitios de todo tipo, incluyendo arquitectura secular y religiosa, sitios arqueológicos, paisajes naturales y urbanos, que datan de todos los períodos, desde lo antiguo a lo contemporáneo. Un panel independiente de expertos revisan y seleccionan los sitios que conforman la lista. En 2010 los panelistas fueron Christina Cameron, Alfredo Conti, Pierre-André Lablaude, Jeanne Marie Teutonico, y Christopher Young.

### Sitios de Argentina que integran la lista World Monuments Watch
- 1996: Ruinas de San Ignacio, Misiones
- 1998: Penal de Ushuaia, Tierra del Fuego
- 2004: Misiones jesuíticas guaraníes, Misiones y Corrientes
- 2008: Sinagoga Brener, Santa Fe
- 2010: Casco histórico de Buenos Aires, Ciudad Autónoma de Buenos Aires
- 2010: Teatro Colón, Ciudad Autónoma de Buenos Aires
- 2012: Pucará de Tilcara, Jujuy
- 2012: Casa sobre el arroyo, Buenos Aires
- 2012: Ciudad de La Plata, Buenos Aires
- 2014: Monasterio de Santa Catalina de Siena, Ciudad Autónoma de Buenos Aires

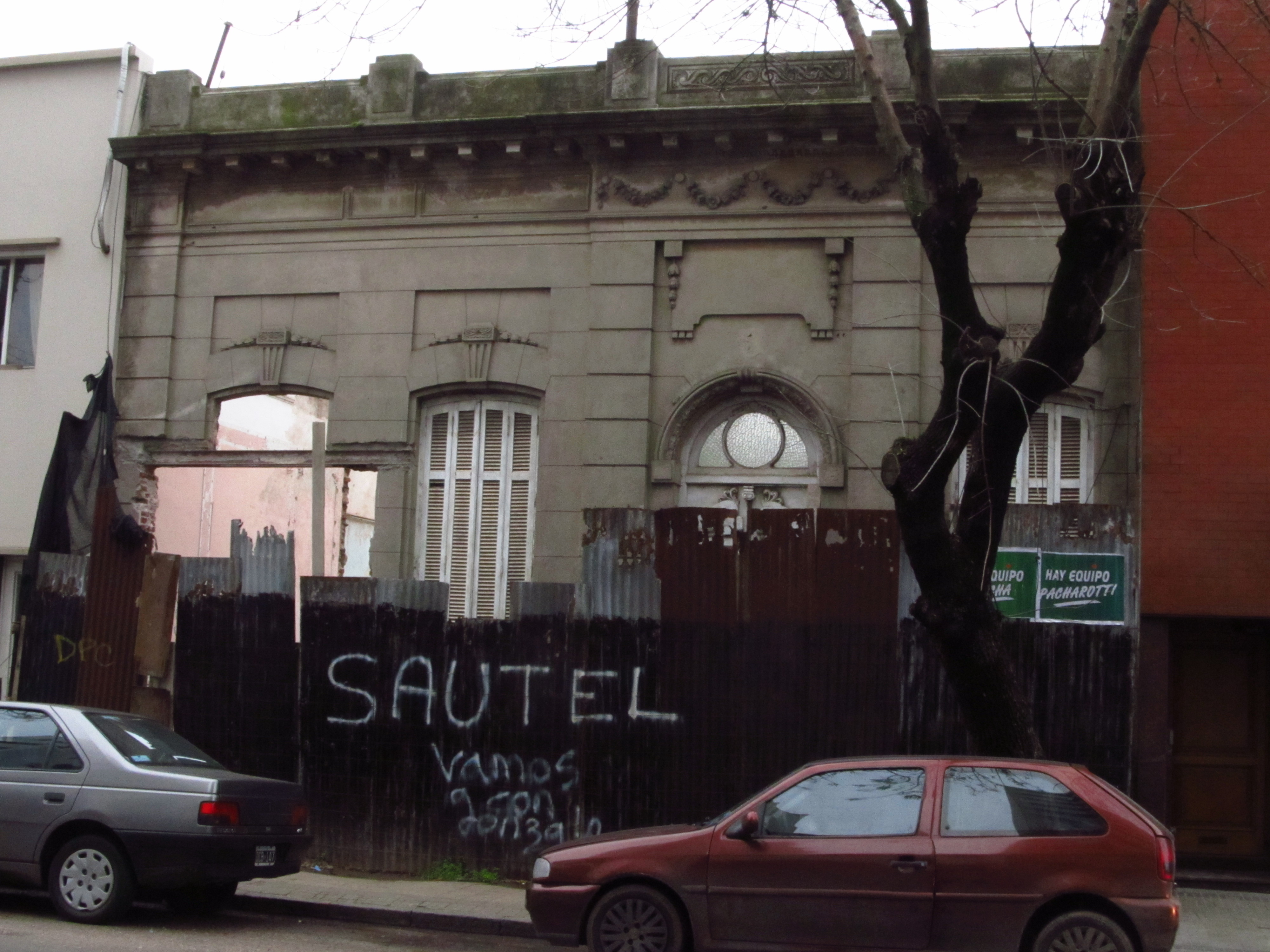
Demolición en 2012 de la casa de Cipriano Reyes, fundador del Partido Laborista, la cual estaba protegida y se encontraba en calle 59 entre 11 y 12.

#### El caso de la ciudad de La Plata
En 2012 fue la primera vez que una ciudad completa pasó a formar parte de la lista World Monuments Watch, cuando la ciudad de La Plata, capital de la Provincia de Buenos Aires, fue nominada por la ONG S.O.S. La Plata y avalada por los expertos de la WMF. Esta nominación evidencia el deterioro que sufre la única ciudad planificada del siglo XIX, particularmente luego de que durante la gestión del intendente Pablo Bruera se aprobara el actual Código de Ordenamiento Urbano (COU), el cual "habilitó, entre otras cosas, la construcción de edificios donde antes no estaban permitidos y la demolición de inmuebles que solían ser considerados 'intocables' por su valor histórico y patrimonial".
El caso de La Plata fue tratado en una reunión internacional del ICOMOS en la ciudad de Florencia, Italia, tras ser presentado por Norma Barbacci, de la WMF.